# Дозорець швидкий
Дозорець швидкий (Anax ephippiger) — вид бабок з родини коромисел (Aeschnidae).

## Поширення
Вид поширений та розмножується в Африці, Південній Європі, Західній та Південній Азії. Здійснює далекі міграції на північ Європи та в Середню Азію, де може спорадично розмножуватися. Залітні особини спостерігалися на Фарерських островах, Великій Британії та Швеції. Одна мертва самиця виявлена в Ісландії. В Україні залітні бабки відмічені в Київській, Одеській, Львівській, Миколаївській, Донецькій, Чернігівській областях та Криму. У 1989 році на одному з озер поблизу Львова спостерігався масовий виплід дозорця швидкого.